# Elmar Buck
Elmar Buck (* 8. Juni 1945 in Innsbruck; † 1. Januar 2025) war ein deutscher Germanist und Professor am Institut für Theater-, Film- und Fernsehwissenschaft der Universität zu Köln sowie Direktor der Theaterwissenschaftlichen Sammlung, Schloss Wahn.

## Werdegang
Buck studierte an den Technischen Universitäten Berlin und Hannover bei den Professoren Hans Mayer, Georg Hoeltje, Gerd-Günther Grau sowie Walter Höllerer. 1970 wurde er an der TU Hannover mit der Dissertation Die Dramaturgie des Dramatikers Gotthold Ephraim Lessing. Impulse und Praktiken seines dramatischen Schaffens promoviert. 1977 war er wissenschaftlicher Assistent am Seminar für Deutsche Literatur und Sprache an der Technischen Universität Hannover. 1977–78 folgte die Habilitation an der Technischen Universität Hannover mit einer Arbeit zum Thema: Der Bürger und sein Theater. Seine Lehrberechtigung war für den Fachbereich Geschichte und Ästhetik audiovisueller Medien: Theater, Film, Television.
1979 erhielt Buck an die Universität zu Köln einen Lehrstuhl für Theater-, Film- und Fernsehwissenschaft und war seitdem bis zu seiner Emeritierung im Oktober 2010 auch Direktor der international renommierten Sammlung in Schloss Wahn.
Bei ihm studierten unter anderen die Medienmacher und Medienwissenschaftler Manuel Andrack, Karin Beier, Ute Biernat, Elmar Goerden, Jörg Grabosch, Michaela Krützen, Gesa Marten, Lisa Gotto, Jessica Eisermann, Lorenz Engell, Georg Uecker, Meinhard Zanger und Hella von Sinnen.
Buck starb am Neujahrstag 2025 im Alter von 79 Jahren. Er wurde am 23. Januar 2025 auf dem Kölner Zentralfriedhof Melaten beigesetzt.

## Veröffentlichungen
- Die schöne Leiche aus der Rue Bellechasse. Einiges über Schreiben, Spielen, Filmen. Gemeinsam mit Leo Kreutzer und  Jürgen Peters. Reinbek: Rowohlt, 1977. ISBN 3-499-25088-8
- Studienbuch Theater-, Film- und Fernsehwissenschaft. Abhandlungen, Aufsätze, Vorträge aus zwei Jahrzehnten. Düsseldorf: Grupello Verlag, 1995. ISBN 3-928234-31-5
- Frauen & Männer. Festschrift für Renate Möhrmann. Köln: Theaterwissenschaftl. Sammlung d. Univ. zu Köln, 1999. ISBN 3-98683-930-6
- Thalia In Flammen. Theaterbrände in Geschichte und Gegenwart. Köln: Efb-Verlagsges., 2000. ISBN 3-88776-108-1
- Vision. Raum. Szene. Kassel: Verlag M. Faste, 2001. ISBN 3-931691-27-6
- Medien Leben. Bielefeld: Kerber Verlag, 2001. ISBN 3-924639-61-2
- Habima: Moskaus hebräisches Theater 1926-1931 in Deutschland. Gemeinsam mit Peter W. Marx, Ilil Land-Boss, Daniela Franke und Hedwig Müller. Kassel: Verlag M. Faste, 2007. ISBN 3-931691-47-0
- Köln – Die Stadt und ihr Theater. Oper, Schauspiel, Tanz. Kassel: Verlag M. Faste, 2007. ISBN 978-3-931691-52-3